# Sphaerobasidioscypha citrispora
Sphaerobasidioscypha citrispora är en svampart som beskrevs av Agerer 1983. Sphaerobasidioscypha citrispora ingår i släktet Sphaerobasidioscypha och familjen Cyphellaceae.   Inga underarter finns listade i Catalogue of Life.